# Alide Maria Salvetta
Alide Maria Salvetta (Sarche, 22 de març de 1941 – Trento, 19 de març de 1991) fou una soprano italiana.

## Formació
Nascuda a Sarche de Madruzzo (Trento), fou la penúltima dels deu fills de Dario Pietro Salvetta i Maria Morghen. Després d'estudiar piano es va diplomar en cant artístic i didàctic al Conservatori Claudio Monteverdi de Bolzano, on va donar classes després d'haver perfeccionat la seva tècnica de cant amb Giorgina Del Vigo. Va participar també activament en l'àmbit de la música de cambra, simfònica i en música contemporània. Va formar un duo artístic estable amb el pianista Antonio Ballista.

## Òpera de cambra i concerts
Va cantar per les més grans organitzacions musicals i de radiotelevisió italianes i europees, i als principals festivals de música (Festival de tardor de París, Festival dels Països Baixos, Festival de Berlín, Festival de Donaueschingen, Festival de Spoleto, Maig Musical Florentí, Festival de setembre de Música de Torí, etc.), col·laborant, entre d'altres, amb les orquestres de la Radiotelevisió Italiana de Torí, de Milà, de Roma, de Nàpols, la Radiotelevisió Holandesa, la de la Ljubljana, la Ràdio de Basilea; als teatres d'Òpera de Roma, el Regio de Torí, la Fenice de Venècia, el Teatro Comunale de Bolonya, l'Òpera de Lió; de l'Ile de France, del Domaine Musical de París, la London Sinfonietta, l'Orquestra de Cambra de Tubingen, l'Orquestra Nacional d'Espanya i amb conjunts com ara el Israel Chamber Ensemble, el Ensemble Música Negativa de Francfurt, el Ensemble 2E2M de París, el Musicus Concentus, el Divertimento Ensemble de Milà, Carme, etc.

## Papers principals
Va representar el paper principal en compositions de Luciano Berio, Paolo Castaldi, Niccolò Castiglioni, Luis De Pablo, Franco Donatoni, Egisto Macchi, Giacomo Manzoni, Ennio Morricone, Salvador Sciarrino, Jan Novák, Hubert Stuppner, Carlo Galante, Carlo Pedini i Alessandro Lucchetti. Va interpretar l'obra vocal integral de Claude Debussy, Maurice Ravel, Arnold Schönberg, Alban Berg, Anton Webern, Luigi Dallapiccola, Ígor Stravinski i el cicle complet de el Italienisches Liederbuch i dels Spanisches Liederbuch d'Hugo Wolf. Entre altres concerts monogràfics poden recordar-se els dedicats a Monteverdi, Mozart, Haydn, Rossini, Schubert, Schumann, Chopin, Liszt, Txaikovski, Mahler, Rakhmàninov, Charles Ives, Bartók, Gershwin, Casella, Messiaen, Berio i Morricone.
Per al teatre La Fenice de Venècia va cantar el 1971, en la Sala Apollinée, la Rapsòdia per a soprano i orquestra de Guido Turchi, i el 1985, al Claustre de San Niccolò al Lido en la primera representació de Frammenti di Eros d' Ennio Morricone, Ma già dall'orizzonte accenni addio d'Egisto Macchi, Canzoni del segle XX i una Anamorfosi de Salvatore Sciarrino.
El 1978 va cantar en l'estrena del Teatro della Pergola de Florència de l'òpera Aspern de Salvatore Sciarrino.

## Els concerts
També va actuar en espectacles de concert que li van permetre explorar aspectes inusuals de la literatura musical, des del ragtime fins a les cançons americanes i italianes actualitzades, des del teatre de cambra contemporani fins a les obres del segle xix i al rock arranjat amb una visió clàssica.

## Discografia
- 1968: Melodie per voce e pianoforte (Discs Ricordi); Alide Maria Salvetta (soprano), Max Ploner (piano)
- 1969: Trio Salvetta, Musica per tre (Discs Ricordi): Alide Maria Salvetta (soprano), Elia Cremonini (clarinet), Max Ploner (piano); peces de Riccardo Zandonai, F. Sartori, Renato Dionisi, Bruno Bettinelli, N. Montanari
- 1977: Franco Battiato, Battiato (Discs Ricordi); peça Cafè Table - Musik: Antonio Ballista (piano), Alide Maria Salvetta (soprano)
- 1978: Franco Battiato, Juke Box (Discs Ricordi); peces Hyver, Campane, Agnus: Antonio Ballista (piano), Alide Maria Salvetta (soprano), Juri Camisasca (veu).
- 1983: Il pianoforte e il canto nel ragtime - Scott Joplin (Discs Ricordi): Antonio Ballista (piano), Alide Maria Salvetta (soprano)
- 1985: Franco Battiato, I ritmi del cuore (òpera inèdita); Antonio Ballista (teclat electrònic), Alide Maria Salvetta (soprano).
- 1987: Ennio Morricone Live, Dutch Broadcast Light - Orchestra Metropole en directe, Ennio Morricone - veu solista: Alide Maria Salvetta; 15 d'octubre de 1987, Sportpaleis Anversa, enregistrament a càrrec d'Eustachius C&P Tauro Records, Schelle, Bèlgica
- 1988: Morricone dirige a Morricone, Orquestra i Cors Nacionals d'Espanya, Fundació Luis Cernuda, CD Ensayo ENY-S1110.
- 1990: Musica Sacra, Orchestra Accademia Filarmonica Trentina, Armando Franceschini, Carlo Galante (Ginger Studio); peça Laude: Alide Maria Salvetta (soprano), Corale Città Trento, director R. Gianotti